# Horní Bolíkov

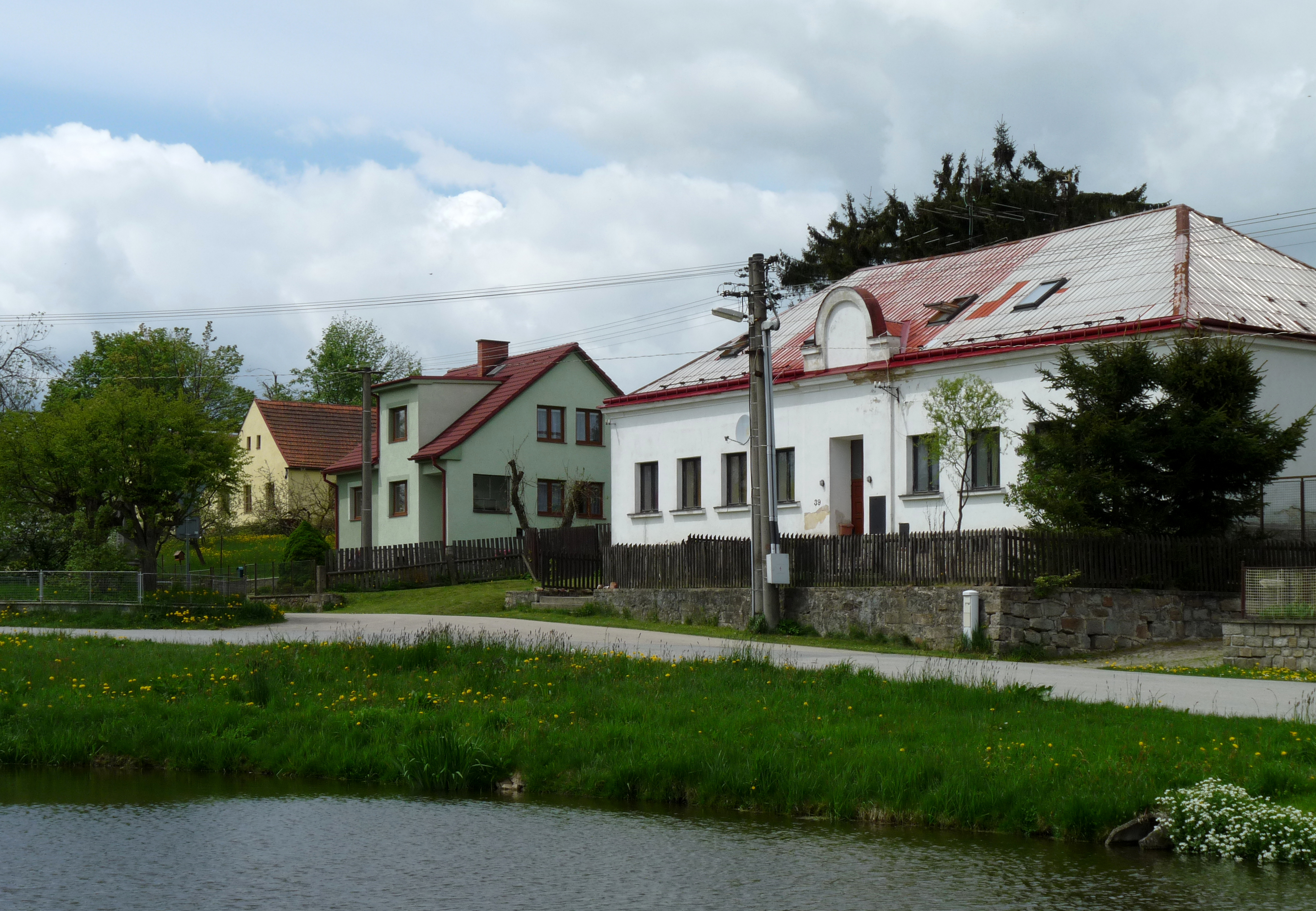
Ehemalige Schule

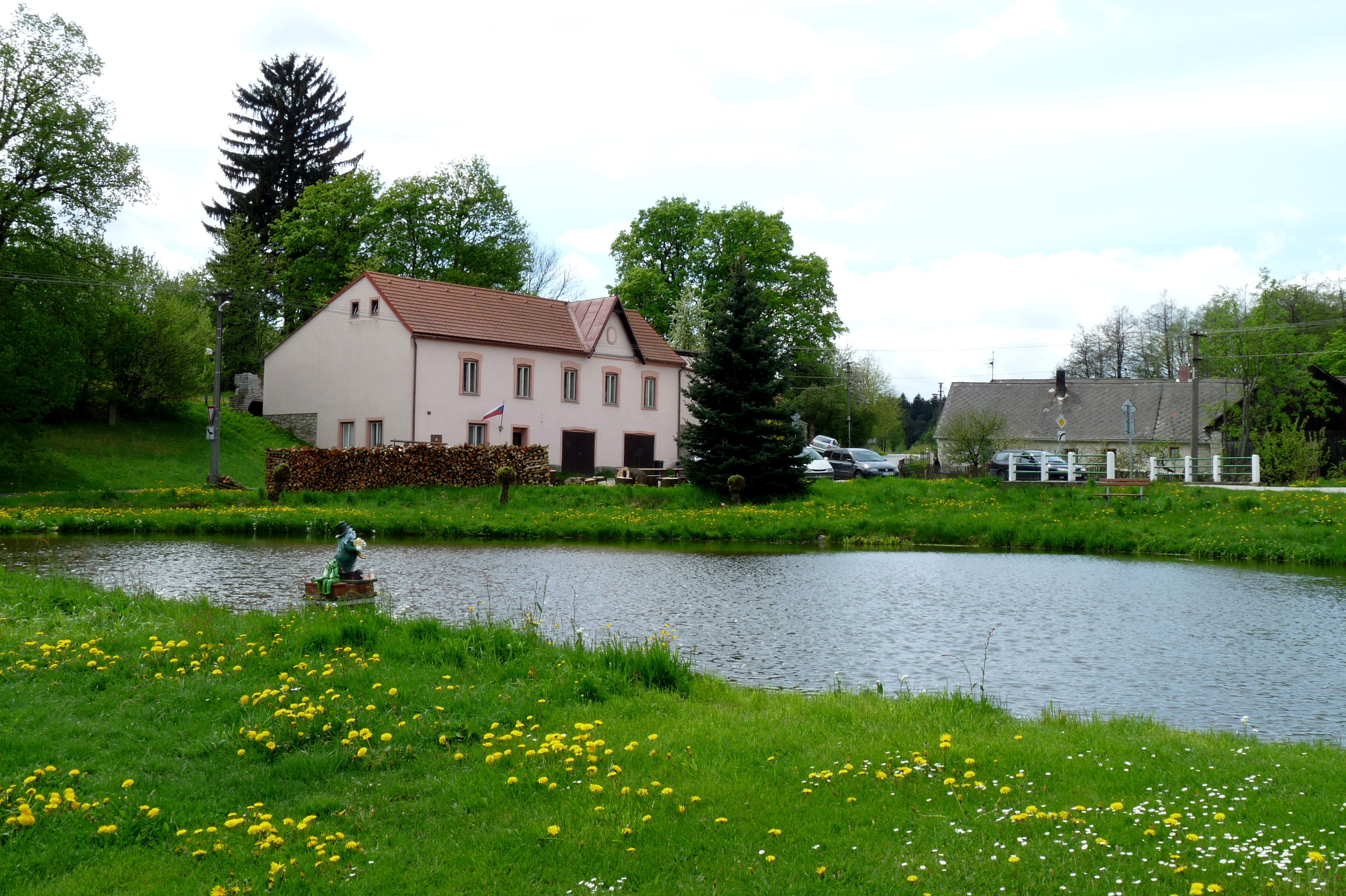
Häuser am Dorfteich

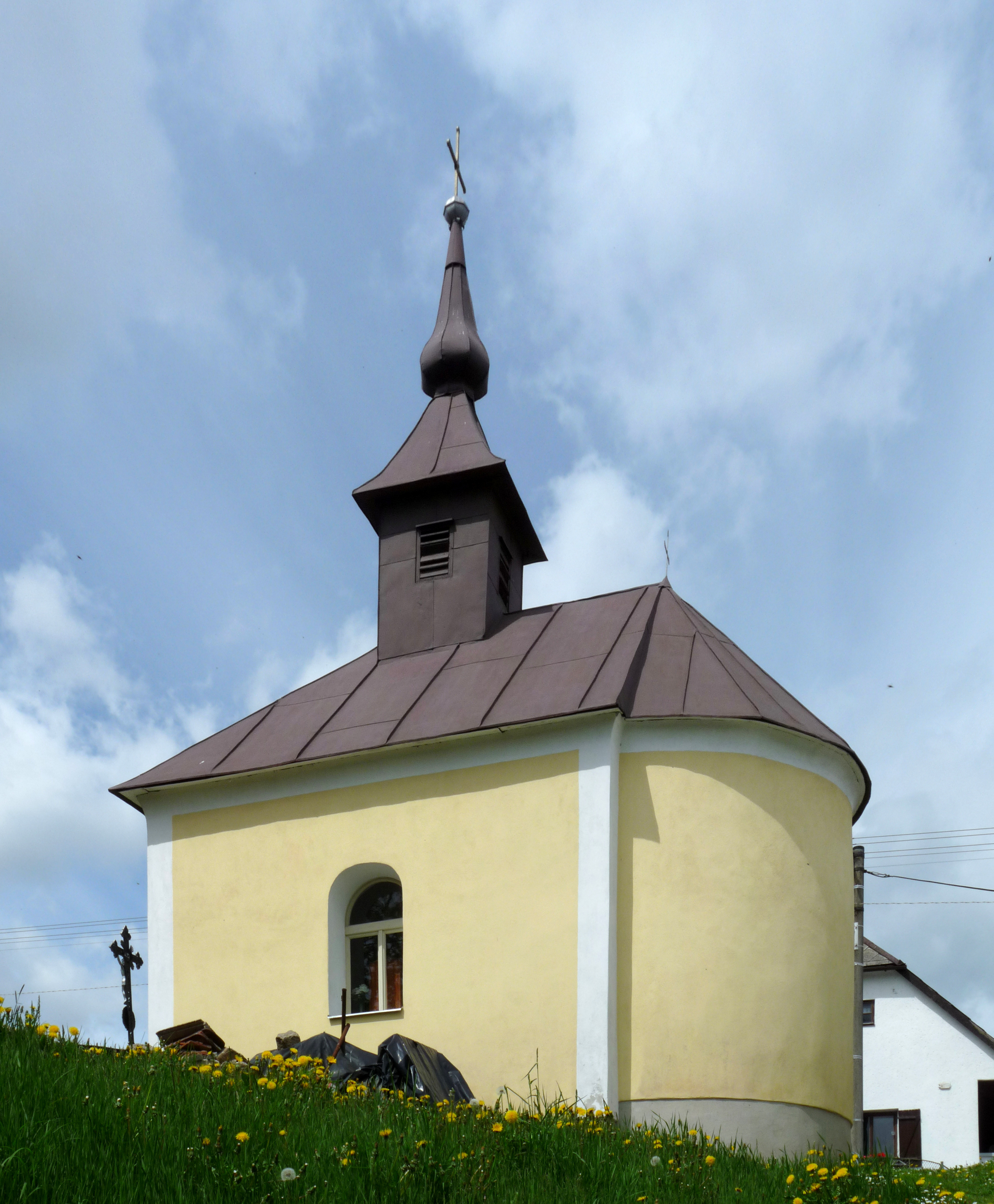
Kapelle

Horní Bolíkov, bis 1950: Bolíkov (deutsch Bolikau) ist ein Ortsteil der Gemeinde Studená (Studein) in Tschechien. Er liegt elf Kilometer westlich von Telč (Teltsch) und gehört zum Okres Jindřichův Hradec.

## Geographie
Das von ausgedehnten Wäldern umgebene Waldhufendorf Horní Bolíkov befindet sich am Fuße der Jihlavské vrchy (Iglauer Berge) im oberen Tal des Baches Hornobolíkovský potok, der im östlichen Teil der Gemarkung im Teich Chabravec gestaut wird. Nördlich erhebt sich der Za Vrškem (736 m n.m.), im Nordosten die Skalka (686 m n.m.) und die Michalova skála (674 m n.m.), östlich der Beranov (640 m n.m.), im Südosten die Písková hora (653 m n.m.) sowie südlich die Babí hora (708 m n.m.). Am südlichen Ortsrand verläuft die Staatsstraße I/23 zwischen Telč und Jindřichův Hradec. Horní Bolíkov liegt im Naturpark Javořická vrchovina. 
Nachbarorte sind Planiště im Norden, Světlá, Řásná und Lhotka im Nordosten, Hamry und Mrákotín im Osten, Dobrá Voda, Praskolesy und Lísky im Südosten, Sumrakov und Skrýchov im Süden, Dolní Mlýn und Studená im Südwesten sowie Nový Svět, Domašín und Horní Pole im Nordwesten.

## Geschichte
Die erste urkundliche Erwähnung von Bolikow erfolgte 1364, als die Brüder Rosenberg als Vormünder der minderjährigen Kinder des Heinrich II. von Neuhaus das Dorf zusammen mit Hornipol für 140 Schock und 45 Groschen dem Burggrafen von Rosenstein, Martin Hlaváč von Mutice, verkauften. Nachfolgende Besitzer waren dessen Söhne Johann und Theoderich Hlaváč. Später gelangte Bolikow wieder an die Herrschaft Teltsch zurück. Zacharias von Neuhaus unterstellte Bolikow 1580 der Niederen Gerichtsbarkeit des Erbrichters von Studein. Nach dem Tod des letzten männlichen Nachkommen der Herren von Neuhaus, Joachim Ulrich von Neuhaus, erbte dessen Besitzungen 1604 seine Tochter Lucie Ottilie, die seit 1602 mit Wilhelm Slawata verheiratet war. Mit dem Erlöschen des Grafengeschlechts der Slavata von Chlum und Koschumberg fiel Bulikow als Teil der Herrschaft Teltsch 1702 an Franz Anton von Liechtenstein-Kastelkorn, dessen gleichnamiger Enkel die Herrschaft 1754 an Alois Podstatský von Prusinowitz vererbte. Im Jahre 1791 lebten in den 31 Häusern von Bulikow 223 Personen. Zum Dorf gehörten 180 Joch mäßiges Ackerland sowie einige Wiesen, Hutweiden und Waldstücke. Zu Beginn des 19. Jahrhunderts ordneten die Grafen Podstatský von Prusinowitz das Dorf der mit Teltsch verbundenen Herrschaft Studein zu. 
Im Jahre 1835 bestand das im Iglauer Kreis nahe der Teltscher Straße gelegene Dorf Bollikau, auch Böhmisch Bollikau  bzw. Bulikow genannt, aus 33 Häusern mit 264 mährischsprachigen Einwohnern. Pfarr- und Schulort war Studein. Bis zur Mitte des 19. Jahrhunderts blieb das Dorf der Allodialherrschaft Studein untertänig, Besitzer waren die Grafen von Podstatzky-Liechtenstein.
Nach der Aufhebung der Patrimonialherrschaften bildete Bulikov / Bolikau ab 1849 eine Gemeinde im Gerichtsbezirk Teltsch. Ab 1869 gehörte Bulikov zum Bezirk Datschitz. Zu dieser Zeit hatte das Dorf 264 Einwohner und bestand aus 45 Häusern. Seit den 1870er Jahren wurde Bolikov und ab 1910 Bolíkov als tschechischer Ortsname verwendet. 1909 eröffnete eine einklassige Dorfschule. Im Jahre 1900 lebten in Bolíkov 278 Personen, 1910 waren es 257. Nach dem Zusammenbruch der k.k. Monarchie wurde das Dorf 1918 Teil der neu gebildeten Tschechoslowakei. Beim Zensus von 1921 lebten in den 45 Häusern der Gemeinde Bolíkov / Bolikau 267 Tschechen. Im Jahre 1930 bestand Bolíkov aus 50 Häusern und hatte 259 Einwohner. Die Elektrifizierung des Dorfes erfolgte 1930. Zwischen 1939 und 1945 war die Gemeinde Teil des Protektorats Böhmen und Mähren. Nach dem Ende des Zweiten Weltkrieges 1945 wurde Bolíkov wieder Teil der Tschechoslowakei. 1950 lebten in den 54 Häusern von Bolíkov 223 Personen. Zur besseren Unterscheidung zu einer ebenfalls zum Okres Dačice gelegenen gleichnamigen Gemeinde wurde im selben Jahr dem Ortsnamen das Präfix Horní vorangestellt. 1961 erfolgte die Umgliederung in den Okres Jindřichův Hradec. Im Jahre 1970 hatte Horní Bolíkov 204 Einwohner. 1973 wurde die Schule in Horní Bolíkov geschlossen und die Kinder nach Studená umgeschult. Zum 1. Januar 1976 erfolgte die Eingemeindung nach Studená. Im Jahre 1991 lebten in den 53 Wohnhäusern von Horní Bolíkov 144 Personen. Beim Zensus von 2011 bestand das Dorf aus 58 Häusern und hatte 119 Einwohner. 

## Ortsgliederung
Der Ortsteil Horní Bolíkov bildet einen Katastralbezirk.

## Sehenswürdigkeiten
- Kapelle
- Bildstock, östlich des Dorfes beim Teich Chabravec an der Staatsstraße nach Mrákotín. Er wurde 1687 als Dank für die an der Stelle erfolgte Geburt eines Sohnes errichtet.
- Denkmal der Gefallenen des Ersten Weltkrieges, neben dem Dorfteich
- Mehrere Weg- und Flurkreuze
- Alte Schule (Nr. 39)